# Grignon (Savoie)
Pour les articles homonymes, voir Grignon.
Grignon est une commune française située dans le département de la Savoie, en région Auvergne-Rhône-Alpes.

## Géographie

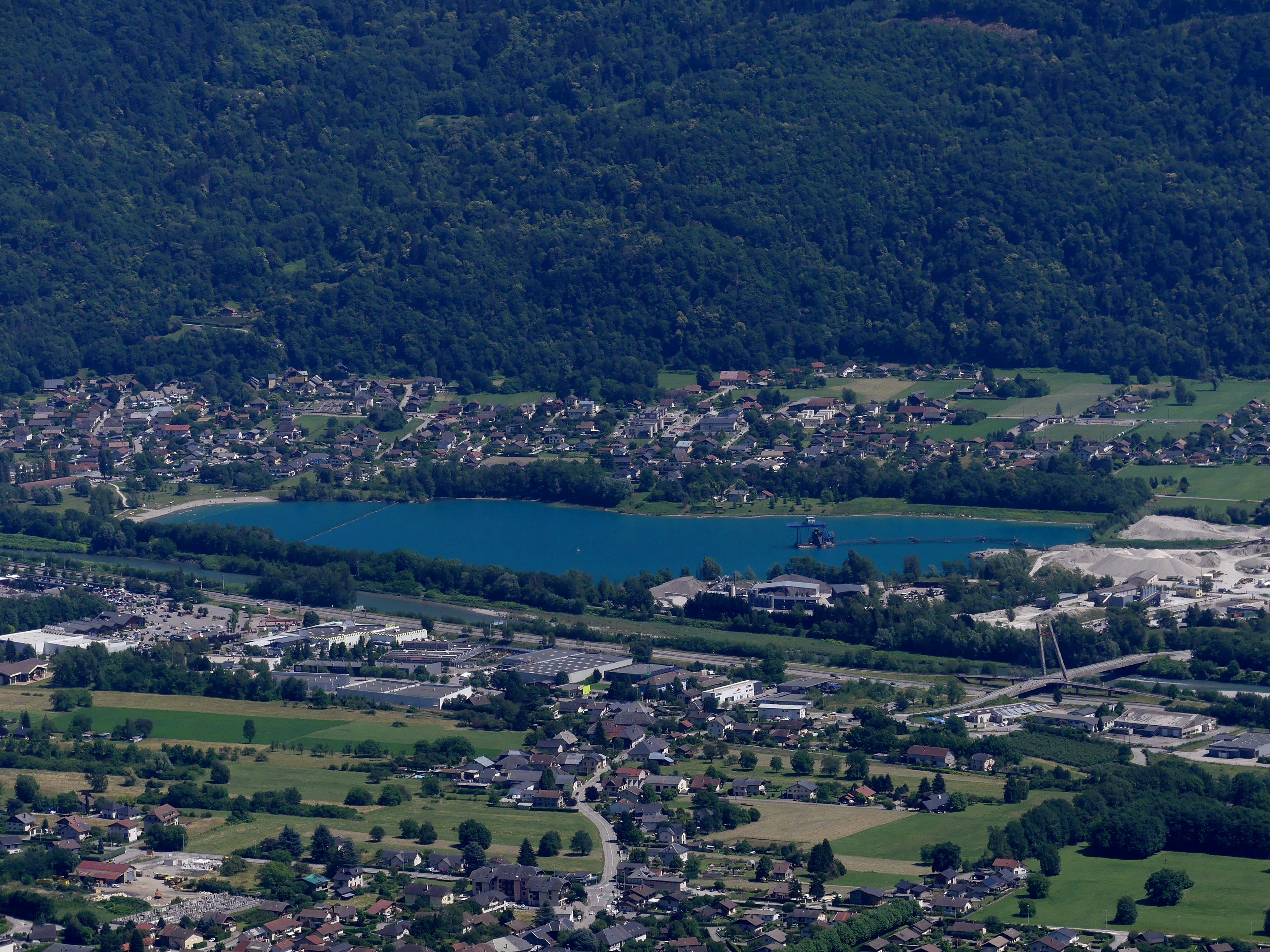
Grignon et son plan d'eau.

La commune de Grignon se situe dans la partie nord du département de la Savoie, à l'extrémité de la haute-Combe de Savoie qui se referme sur Albertville, ville olympique en 1992.
Grignon est distante d'environ 45 km de Chambéry et 50 km d'Annecy.
Sa population riche de 2 104 habitants se disperse sur une superficie de 929 ha.

### Climat
Pour des articles plus généraux, voir Climat d'Auvergne-Rhône-Alpes et Climat de la Savoie.
En 2010, le climat de la commune est de type climat de montagne, selon une étude du Centre national de la recherche scientifique s'appuyant sur une série de données couvrant la période 1971-2000. En 2020, Météo-France publie une typologie des climats de la France métropolitaine dans laquelle la commune est exposée à un climat de montagne ou de marges de montagne et est dans la région climatique Alpes du nord, caractérisée par une pluviométrie annuelle de 1 200 à 1 500 mm, irrégulièrement répartie en été.
Pour la période 1971-2000, la température annuelle moyenne est de 10,8 °C, avec une amplitude thermique annuelle de 18,9 °C. Le cumul annuel moyen de précipitations est de 1 283 mm, avec 10,1 jours de précipitations en janvier et 9,1 jours en juillet. Pour la période 1991-2020, la température moyenne annuelle observée sur la station météorologique de Météo-France la plus proche, « Gilly sur Isère », sur la commune de Gilly-sur-Isère à 2 km à vol d'oiseau, est de 11,4 °C et le cumul annuel moyen de précipitations est de 1 353,7 mm,. Pour l'avenir, les paramètres climatiques de la commune estimés pour 2050 selon différents scénarios d'émission de gaz à effet de serre sont consultables sur un site dédié publié par Météo-France en novembre 2022.
| Mois                                  | jan.           | fév.          | mars            | avril           | mai             | juin         | jui.           | août           | sep.            | oct.            | nov.          | déc.          | année    |
| ------------------------------------- | -------------- | ------------- | --------------- | --------------- | --------------- | ------------ | -------------- | -------------- | --------------- | --------------- | ------------- | ------------- | -------- |
| Température minimale moyenne (°C)     | −2,8           | −2,1          | 1,5             | 4,5             | 8,7             | 12,3         | 14             | 13,8           | 10,2            | 6,2             | 1,2           | −1,9          | 5,5      |
| Température moyenne (°C)              | 1,7            | 3,3           | 7,8             | 11,3            | 15,3            | 18,9         | 20,7           | 20,5           | 16,4            | 12              | 6,1           | 2,3           | 11,4     |
| Température maximale moyenne (°C)     | 6,3            | 8,8           | 14,1            | 18              | 21,8            | 25,4         | 27,5           | 27,1           | 22,7            | 17,7            | 10,9          | 6,5           | 17,2     |
| Record de froid (°C) date du record   | −24 06.01.1985 | −19 05.02.12  | −10,5 01.03.05  | −4,3 01.04.1987 | −1,4 01.05.1984 | 0,8 01.06.06 | 4,9 05.07.1984 | 3,4 31.08.1995 | −1,4 26.09.02   | −6 30.10.1997   | −15 27.11.05  | −16 24.12.01  | −24 1985 |
| Record de chaleur (°C) date du record | 16,9 31.01.20  | 23 24.02.1990 | 26,2 22.03.1990 | 29,6 21.04.18   | 33,1 24.05.09   | 36 30.06.03  | 38,3 07.07.15  | 39 13.08.03    | 33,2 16.09.1986 | 29,8 03.10.1985 | 23,3 12.11.18 | 19,6 17.12.19 | 39 2003  |
| Précipitations (mm)                   | 135,9          | 105,8         | 108             | 92,7            | 109,1           | 104,8        | 100,3          | 107,5          | 97,3            | 109             | 125,5         | 157,8         | 1 353,7  |

## Urbanisme

### Typologie
Au 1er janvier 2024, Grignon est catégorisée ceinture urbaine, selon la nouvelle grille communale de densité à sept niveaux définie par l'Insee en 2022.
Elle appartient à l'unité urbaine d'Albertville, une agglomération intra-départementale regroupant 17  communes, dont elle est une commune de la banlieue,,. Par ailleurs la commune fait partie de l'aire d'attraction d'Albertville, dont elle est une commune de la couronne,. Cette aire, qui regroupe 30 communes, est catégorisée dans les aires de 50 000 à moins de 200 000 habitants,.

### Occupation des sols
L'occupation des sols de la commune, telle qu'elle ressort de la base de données européenne d’occupation biophysique des sols Corine Land Cover (CLC), est marquée par l'importance des forêts et milieux semi-naturels (81,2 % en 2018), une proportion identique à celle de 1990 (81,2 %). La répartition détaillée en 2018 est la suivante :
forêts (81,2 %), zones urbanisées (12,4 %), zones agricoles hétérogènes (3,6 %), eaux continentales (1,4 %), espaces verts artificialisés, non agricoles (1 %), zones industrielles ou commerciales et réseaux de communication (0,3 %).
L'IGN met par ailleurs à disposition un outil en ligne permettant de comparer l’évolution dans le temps de l’occupation des sols de la commune (ou de territoires à des échelles différentes). Plusieurs époques sont accessibles sous forme de cartes ou photos aériennes : la carte de Cassini (XVIIIe siècle), la carte d'état-major (1820-1866) et la période actuelle (1950 à aujourd'hui).

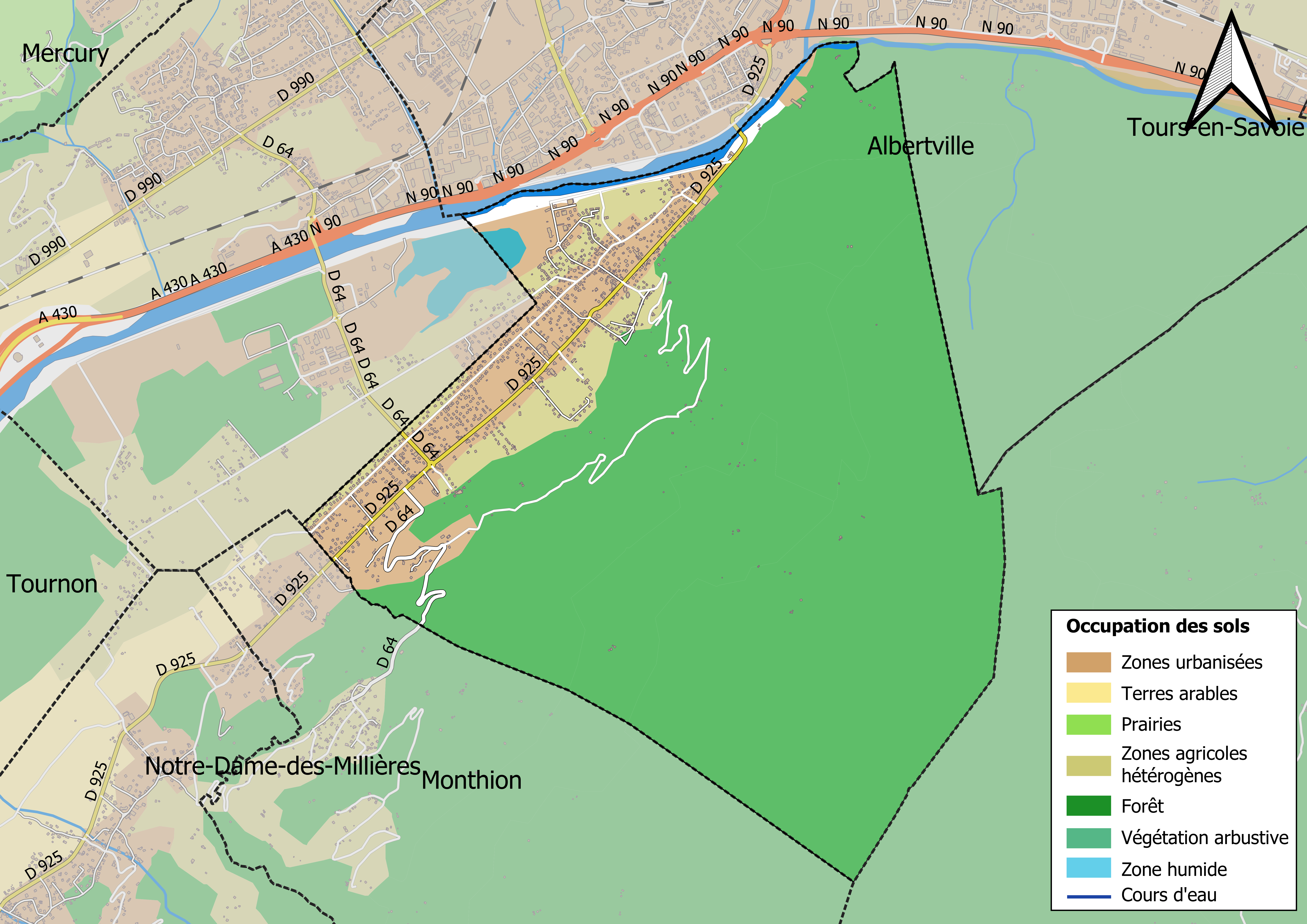
Carte des infrastructures et de l'occupation des sols en 2018 (CLC) de la commune.
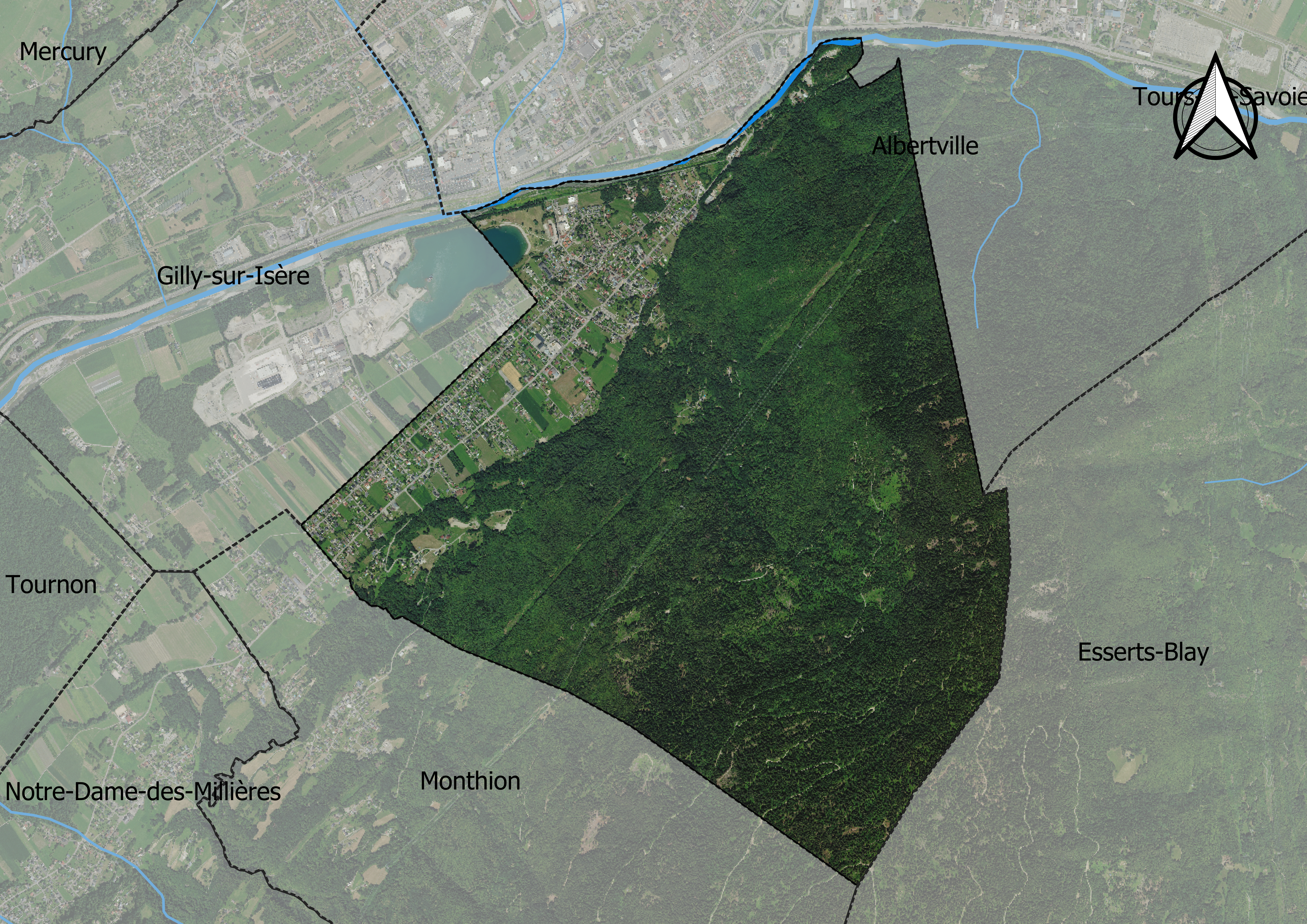
Carte orthophotogrammétrique de la commune.

## Toponymie
Les formes anciennes sont de Grinon, en 1245, puis de Grinion (début du XVIe siècle),.
Grignon est un toponyme provenant probablement du patronyme Grinio ou Grindio(n), d'origine germain. Il existe des homonymes ailleurs en France.
En francoprovençal, le nom de la commune s'écrit Gregnon selon la graphie de Conflans.

## Histoire
Un seigneur de Grinon est mentionné en 1245. Au début du XVIe siècle, Janus de Duyno (de Duin) est seigneur des domaines de Novaux et de Grinion.
Le territoire comprend le versant nord-ouest de l'éperon boisé qui descend de la Grande Lanche, et une étroite bande de la plaine de l'Isère ; la limite parallèle à la départementale 925 laisse la plus grande partie des terrains de la rive gauche de l'Isère conquis par la construction de la digue au XIXe siècle à la commune de Gilly.
Entre 1776 et 1861, l'augmentation de la population a été importante. Puis une certaine stabilité est restée jusqu'en 1946. Après 1950, la population a doublé : 1 118 habitants en 1980. Cette augmentation, ainsi que l'endiguement de l'Isère, ont provoqué un déplacement de l'habitat. Les maisons sont de part et d'autre de la route nationale. Autrefois, pour éviter les crues de la rivière, l'habitat se tenait en bordure de la pente de la montagne et sur les replats essertés de la forêt (les Gros). Celle-ci a maintenant envahi les ruines des anciennes maisons.
La communauté est habituellement désignée par deux groupes : Grignon et Neveaux.
Jusqu'à la construction des ponts sur l'Isère au XIXe siècle, les relations entre la basse Maurienne et la Tarentaise se faisaient par la rive gauche de l'Isère, donc par Grignon. C'est ce qu'on appelle le chemin d'Aiguebelle.
Mais il fallait bien passer par la rive droite, d'autant plus que Grignon avait besoin d'aller au marché de Conflans. Pendant longtemps on utilisa le pont des chèvres sur l'Isère, en amont de son confluent avec l'Arly. Vers 1840 existait un bac à l'aval de la confluence, affermé à Albertin Michel à raison de 1 582,50 francs pour trois trimestres. Les revenus étaient illusoires puisqu'en 1845 il est en faillite. En 1852, on établit un pont en charpente à l'emplacement du bac et le pont pris le nom du malheureux Albertin.
Jusqu'à 1843, Grignon, au point de vue spirituel, dépendait de Notre-Dame-des-Millères et participait pour un quart aux réparations de l'église des Millères. C'est la paroisse du diocèse la plus en amont dans la vallée de l'Isère.

## Politique et administration

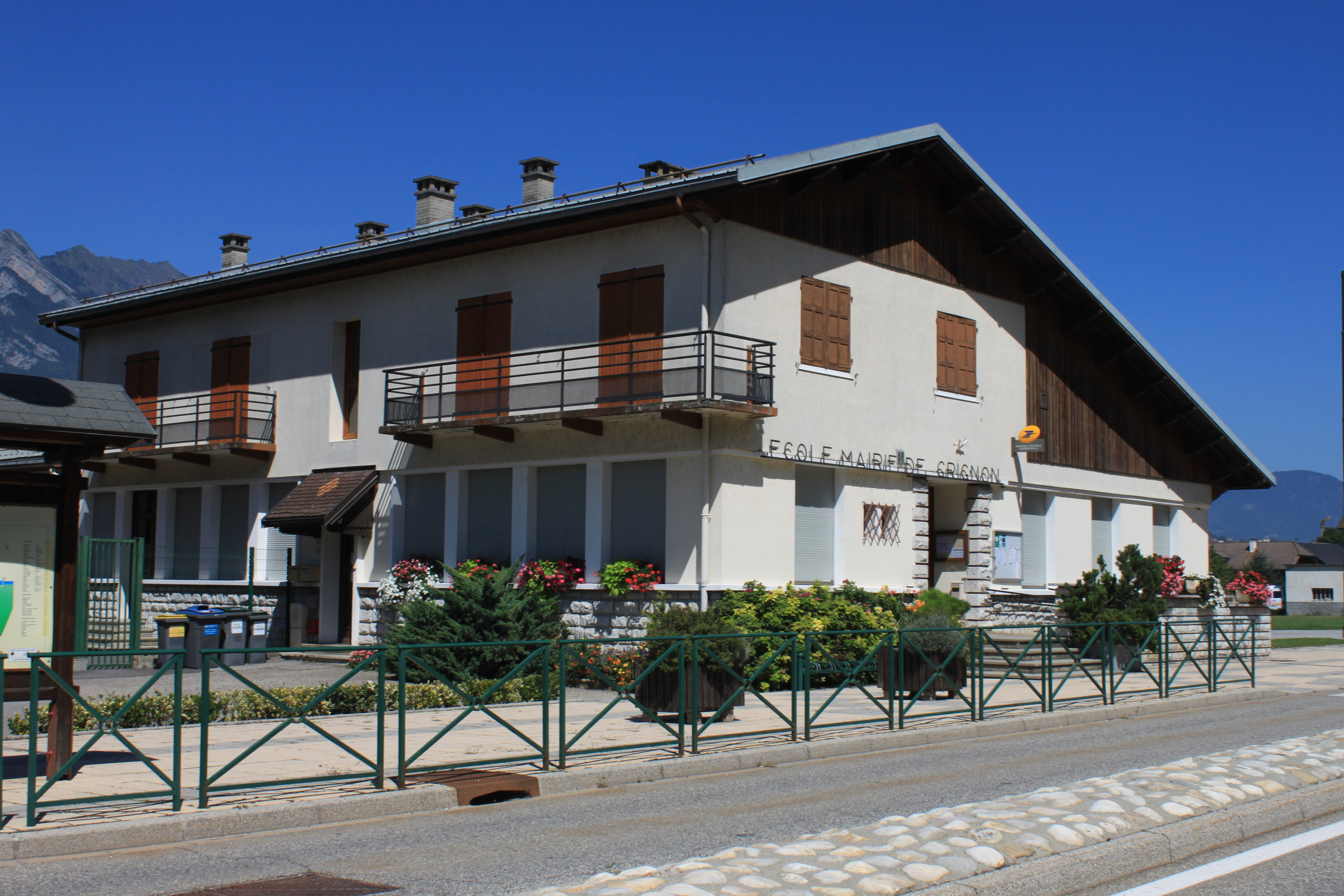
La marie et l'école de Grignon.

### Liste des maires
| Période                                  | Période                   | Identité                  | Étiquette | Qualité |
| ---------------------------------------- | ------------------------- | ------------------------- | --------- | --- |
| mars 1977                                | 1991 (démission)          | Jean-Claude Ghéno         | DVG       | Réélu en 1983, 1989 et 1990 |
| 1991                                     | mars 2008                 | Marcel Paviol (1941-2021) | PS        | Directeur de foyer de travailleurs migrants retraité, syndicaliste Conseiller général du canton d'Albertville-Sud (2004 → 2011) Réélu en 1995 et 2001 |
| mars 2008                                | mars 2014                 | François Rieu (1959-)     | PS        | Journaliste Conseiller général du canton d'Albertville-Nord (1998 → 2015)                                                                             |
| mars 2014                                | avril 2016 (démission)    | Stéphanie Caron-Weinmann  | SE        | Conseillère emploi formation |
| mai 2016                                 | février 2019              | Brigitte Petit (1959-)    | DVD       | Coiffeuse |
| février 2019                             | En cours (au 30 mai 2020) | François Rieu (1959-)     | PS        | Journaliste Conseiller communautaire délégué CA Arlysère Réélu pour le mandat 2020-2026                                                               |
| Les données manquantes sont à compléter. |                           |                           |           | |

## Démographie
Les habitants de la commune sont appelés les Grignolains.
L'évolution du nombre d'habitants est connue à travers les recensements de la population effectués dans la commune depuis 1793. Pour les communes de moins de 10 000 habitants, une enquête de recensement portant sur toute la population est réalisée tous les cinq ans, les populations de référence des années intermédiaires étant quant à elles estimées par interpolation ou extrapolation. Pour la commune, le premier recensement exhaustif entrant dans le cadre du nouveau dispositif a été réalisé en 2004.

En 2022, la commune comptait 2 104 habitants, en évolution de −0,85 % par rapport à 2016 (Savoie : +3,63 %, France hors Mayotte : +2,11 %).
| 1793 | 1800 | 1806 | 1822 | 1838 | 1848 | 1858 | 1861 | 1866 |
| ---- | ---- | ---- | ---- | ---- | ---- | ---- | ---- | ---- |
| 278  | 283  | 304  | 409  | 389  | 466  | 455  | 444  | 435  |

| 1872 | 1876 | 1881 | 1886 | 1891 | 1896 | 1901 | 1906 | 1911 |
| ---- | ---- | ---- | ---- | ---- | ---- | ---- | ---- | ---- |
| 440  | 452  | 428  | 454  | 475  | 477  | 450  | 434  | 457  |

| 1921 | 1926 | 1931 | 1936 | 1946 | 1954 | 1962 | 1968 | 1975  |
| ---- | ---- | ---- | ---- | ---- | ---- | ---- | ---- | ----- |
| 413  | 400  | 417  | 492  | 517  | 601  | 756  | 904  | 1 113 |

| 1982  | 1990  | 1999  | 2004  | 2006  | 2009  | 2014  | 2019  | 2022  |
| ----- | ----- | ----- | ----- | ----- | ----- | ----- | ----- | ----- |
| 1 373 | 1 610 | 1 688 | 1 908 | 1 975 | 1 928 | 2 011 | 2 107 | 2 104 |

## Culture locale et patrimoine

### Lieux et monuments

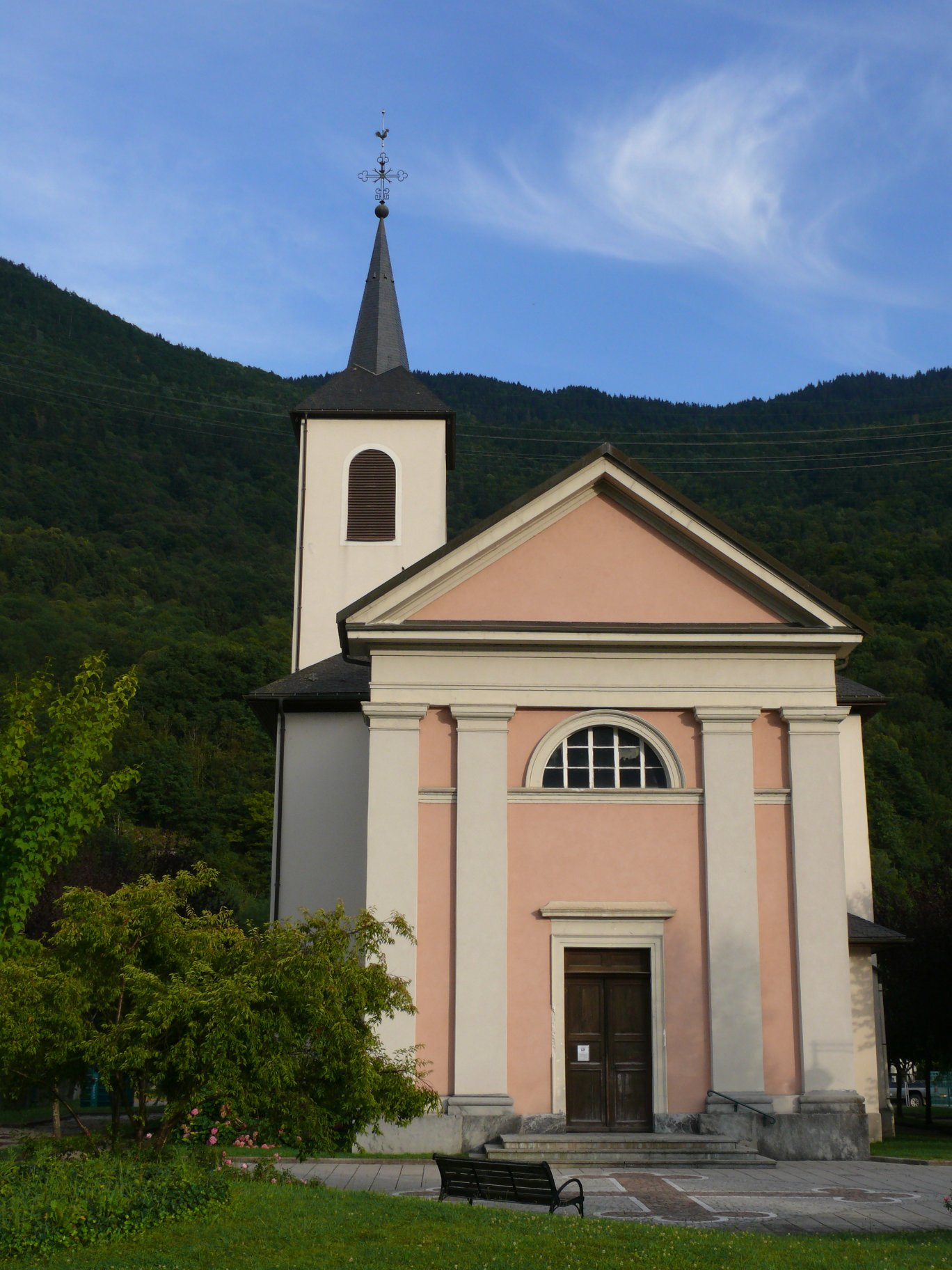
L'église Saint-Alexis.

- L'église Saint-Alexis.

### Culture
La commune de Grignon compte des activités de randonnées et de découvertes dans la forêt ou à la cascade, ainsi qu'une base de loisirs ouverte à l'année, hors baignade (uniquement l’été). Par ailleurs, un centre de village situé à côté de l'école est construit depuis peu.